# Pavao Tijan
Pavao Tijan (Senj, 15. lipnja 1908. – Madrid, 2. srpnja 1997.) je bio hrvatski enciklopedist. Suprug je nagrađivane hrvatske iseljeničke radijske spikerice Nedjeljke Luetić-Tijan.
Pohađao je Sveučilište u Zagrebu, gdje je diplomirao kroatistiku i slavistiku 1930. godine. Kasnije je bio i gimnazijski profesor. Uređivao je Hrvatski jezik, te je bio član projekta Hrvatska enciklopedija. Bio je član Hrvatskog izdavalačkog bibliografskog zavoda, gdje je uređivao njegovu publikaciju Književni tjednik. Za vrijeme rata uređivao je dvomjesečnik Croatiju. Uz prof. dr. Antu Šercara, dr. Dragu Perovića najzaslužniji za osnovanje teološkog i medicinskog fakulteta u Sarajevu g. 1944. Nakon pada Nezavisne Države Hrvatske 1945. godine bježi u od nadolazeće Vojske jugoslavenskih partizana zbog straha od odmazde. Prvo u Austriju, te preko nje u Rim gdje je ostao do 1947. godine. Tu je 1946. godine objavio svoju knjigu Martyrium Croatiae (Hrvatsko mučeništvo). Od Rima odlazi u Madrid, gdje je s obitelji koja mu se pridružila tek g. 1955. živi do kraja svoga života.
U Španjolskoj je bio sveučilišni profesor u Madridu, znan kao don Pablo Tijan Roncevic. Pavao Tijan nositelj je prestižne kolajne španjolskog kralja - Cruz de Alfonso X el Sabio (Encomienda con Place de Alfonso X El Sabio del Estado español por sus meritos en el campo de la cultura (Kolajna Alfonsa X. 'Mudraca', od španjolske države, za njegove doprinose na polju kulture). Tijan je bio veliki prijatelj, i suradnik u pisanju Hrvatske enciklopedije s Josipom Milkovićem - političar, sugrađaninom i političkim istomišljenikom na čiji je nagovor 1945. i otišao u emigraciju. Iako je bio stranac, bio je:
- tehnički urednik Enciklopedije španjolske kulture (Encyclopedia de la Cultura Espanola, 1-5, Madrid, 1963-1968),
- bliski suradnik glavnog urednika biografske enciklopedije "Forjadores del Mundo Contemporaneo" (Krivotvoritelji suvremenog svijeta), 1-4, Madrid, 1959-1961,
- suradnik djela Las grandes corrientes del pensamiento contemporaneo (Veliki vjesnici suvremene misli), Madrid, 1959, I-II,
- suradnik djela Geografia Universal (Opći zemljopis), Barcelona 1952.

Nakon trogodišnjeg nastojanja Tijan je pokrenuo i uređivao hrvatski radio program na Španjolskom državnom radiju. Otpao je pokušaj da se govori slušateljstvu Jugoslavije jer ne postoji jugoslavenski jezik, kao što nema belgijskog, švicarskog i čehoslovačkog jezika. Španjolci su odlučili emitiranje samo na hrvatskom jeziku, za Hrvate. Radioemisije su počele 19. siječnja 1956. Tijan je bio urednik, a lječnik Zvonimir Putica spiker, kasnije ga je nasljedila Nedjeljka Luetić Tijan. Emisije su bile na jezicima naroda srednje i istočne Europe te kineskom jeziku. Emisija je potrajala sve do kraja 1975. kad je pod pritiscima jugoslavenskog vodstva Španjolska obustavila emitiranje.
1993. se vraća u Zagreb i Senj za svoga prvog posjeta u Hrvatsku nakon 48 godina. Tada je postao počasnim građaninom Senja. Umire u Madridu 1997. godine. 2007. godine je Hrvatska Vlada prenijela njegova pisana djela iz Madrida u Zagreb.

## Vanjske poveznice
- Gojko Borić: Hrvati u Madridu  Arhivirana inačica izvorne stranice od 22. prosinca 2010. (Wayback Machine), Hrvatska revija br. 1/2010.